# Grefa
GREFA o Grupo de Rehabilitación de la Fauna Autóctona y su Hábitat es una organización no gubernamental sin ánimo de lucro, que nace en 1981 como asociación para el estudio y conservación de la naturaleza. Está formado por personas sensibles a ciertas actividades humanas que provocan el deterioro y la destrucción del entorno natural.

## Objetivos y organización
En 2005, GREFA contaba con más de 2400 socios –de los cuales, 161 apadrinan un animal- que colaboran con su aportación económica al mantenimiento y desarrollo de los trabajos que se realizan en ámbitos tan diferentes como la recuperación y rehabilitación de fauna, la cría en cautividad de especies amenazadas, la conservación de espacios naturales y la educación y sensibilización ambiental. En su objetivo de conservar la naturaleza, GREFA enfoca su trabajo de muy diversas formas, emprendiendo multitud de proyectos de ámbito local, nacional e internacional, en solitario o mediante convenios o acuerdos con otros organismos gubernamentales y no gubernamentales.

## Instalaciones
Desde 2007, GREFA cuenta con un centro inaugurado por la presidenta de la Comunidad de Madrid, Esperanza Aguirre, en la localidad madrileña de Majadahonda en el Monte del Pilar.
Este centro cuenta con una zona de rehabilitación, una zona de enfermería, y dos zonas de cría en cautividad para águila real, águila perdicera, águila culebrera, milano real, buitre negro, alimoche, cernícalo vulgar, cernícalo primilla y lechuza, además de numerosos hackings para animales salvajes del Monte del Pilar como cernícalos vulgares, cigüeñas y ardillas (instalaciones abiertas en los que los animales entran y salen hasta que aprenden a buscarse el alimento) que no son visitables.
Para concienciar al público, principalmente joven, se ha creado en el centro una zona visitable de educación ambiental llamada Naturaleza Viva, que representa las cañadas reales y la fauna que habita en ella. Durante todo el recorrido el visitante verá de cerca animales en peligro de extinción que difícilmente verá en parques zoológicos y vegetación autóctona de la Comunidad de Madrid.

### Exposición de maquetas
La visita a GREFA comienza con una zona de maquetas a escala real, que representa los animales del Monte del Pilar y las estepas, mostrando los problemas de los animales en su entorno, así como un poco de su biología y la importancia que tienen. También se puede ver una exposición de la Sagra Madrileña, una maqueta del centro y televisores que muestran imágenes de los animales del hospital y de cría.

### Comederos para pájaros salvajes
Durante el invierno, a las aves silvestres les cuesta encontrar alimento, por lo que en el centro se han puesto diversos comederos para pájaros como el pinzón o el herrerillo, que se pueden ver desde detrás de una cristaleda.

### Praderas de tortugas de tierra
Si se sigue caminando por una bonita ruta de ladrillo, rodeada de plantas como el romero, se puede ver a cada lado del camino dos praderas de tortugas de tierra ibéricas, con dos especies, mediterránea y mora, también en el proyecto de cría en cautividad. Estos animales ingresan de particulares que donan sus crías o por animales confiscados por expolio, que después de rehabilitarse se liberan en zonas del sur de España como Murcia.

### Galápagos
La primera instalación muestra dos especies de galápago autóctona y una especie alóctona. Los primeros, galápagos europeo y leproso occidental, forman parte de un proyecto de cría en cautividad y posterior liberación en zonas como San Martín de Valdeiglesias. La otra, con galápago de florida, son animales irrecuperables ingresados en el centro y que no se pueden liberar.

### Anfibios
Siguiendo la ruta de la cañada, se puede ver una de las instalaciones más importantes en lo que respecta a la ecología del monte del Pilar. Atravesando un pequeño puente de madera, se ve una charca pequeña con una cascada, en la que se pueden ver ranas comunes y renacuajos de sapos salvajes, así como cuatro gallipatos que el propio centro introdujo dentro.
Al contrario de lo que piensa la mayor parte de la gente, los sapos no pasan su vida en las charcas, sino que viven en los bosques, los montes y las estepas, debajo de las rocas y bajo tierra, y solo usan las charcas para reproducirse. El problema, es que con la desertificación los anfibios no tienen donde criar. Esta charca se usa para ese propósito.

### Crias de tortugas
Atravesando el puente de la charca de los anfibios, se pueden ver una zona cercarda de ladrillo, en la que viven las crías de tortuga del proyecto de cría, y un edificio como una cabina, viven las crías de galápagos del proyecto de cría.

### Edificio de nursería
Cada año ingresan cientos de crías y pollos de animales como ardillas, rapaces pequeñas, vencejos, golondrinas y muchos otros. Este edificio se creó para poder atender a todos estos animales, el trabajo depende fundamentalmente de los voluntarios.

### Hacking de aguilucho cenizo
Junto a la nursería, hay una pequeña caseta de madera rodeada de paja donde viven los pollos de aguilucho cenizo rescatados de las cosechadoras. Antes los pollos de aguilucho estaban adaptados para crecer a la vez que el trigo y otros cereales, y cuando llegaba la época de cosechar, los pollos podían volar y no había problema, pero ahora con el trigo transgénico no les da tiempo a crecer y son masacrados. El equipo de GREFA los rescata cuando se va a cosechar, y cuando son adultos los liberan en la estepa del sureste.

### Muladar
Siguiendo por el sendero se llega a la más espectacular instalación del centro: el muladar. Esta instalación exhibe una colección de carroñeras irrecuperables como buitres negros, leonados, alimoches, milanos reales y córvidos, además de que al estar abierta, es una instalación viva en la que entran córvidos y milanos negros salvajes.

### Exposición esteparias
Volviendo al sendero principal, se llega a una zona cercada con rocas, en la que se muestra una exposición de fauna y flora autóctona de las estepas madrileñas.

### Primillar
Continuando por la ruta de la Cañada, llegamos a un primillar que alberga una colonia de diez parejas de cernícalos primilla, que pertenecen a un proyecto de cría en cautividad, y liberación en los hackings del centro en Pinto, Villaviciosa de Odón, Batres, Sevilla la Nueva, Perales y otros. Esta instalación representa un primillar típico de un pueblo madrileño, y ha sido aclamado por su gran realismo.

### Lechuzar
Tras el primillar, llegamos a un edificio que representa un pajar de pueblo, a oscuras con luces especiales para poder observar a un grupo reproductor de seis lechuzas comunes, para la eliminación de roedores en los campos. 

### Cigüeñas
Durante todo el recorrido, el visitante podrá ver el majestuoso vuelo de las cigüeñas blancas.
Estas grandes aves ingresadas desde pollos en el centro, viven en un hacking creado para que puedan salir y volar en su búsqueda de comida.

### Grandes águilas
La última instalación de todas, exhibe a tres de las cuatro grandes águilas ibéricas: el águila real, el águila perdicera, y el águila culebrera.